# Зелена сирена
Зелена сирена (Siren lacertina), наричана също голяма сирена, е вид земноводно от семейство Sirenidae.

## Разпространение
Видът е разпространен в Мексико и САЩ.